# Weinmannia pinnata
Weinmannia pinnata là một loài thực vật có hoa trong họ Cunoniaceae. Loài này được L. miêu tả khoa học đầu tiên năm 1759.